# Stanislaw Albertowitsch Magkejew
Stanislaw Albertowitsch Magkejew (russisch Станислав Альбертович Магкеев; * 27. März 1999 in Wladikawkas) ist ein russischer Fußballspieler.

## Karriere

### Verein
Magkejew begann seine Karriere bei Alanija Wladikawkas. Im Januar 2014 wechselte er in die Jugend von Lokomotive Moskau. Zur Saison 2017/18 rückte er in den Kader des drittklassigen Farmteams von Lok, Lokomotive-Kasanka Moskau. Für Kasanka kam er in jener Spielzeit allerdings nicht zum Einsatz. Im Juli 2018 debütierte er schließlich in der Perwenstwo PFL. Im Mai 2019 stand er gegen Rubin Kasan auch erstmals im Profikader der Moskauer. Sein Debüt in der Premjer-Liga gab der Mittelfeldspieler im selben Monat, als er am 30. Spieltag der Saison 2018/19 gegen den FK Ufa in der Nachspielzeit für Fjodor Smolow eingewechselt wurde. Dies blieb sein einziger Saisoneinsatz für die Profis, für Kasanka wurde er in jener Spielzeit 19 Mal eingesetzt.
In der Saison 2019/20 absolvierte Magkejew zehn Spiele für Lok in der Premjer-Liga, zudem kam er zweimal für Kasanka zum Einsatz. In der Saison 2020/21 absolvierte er 24 Partien, in der Saison 2021/22 kam er aufgrund eines Kreuzbandrisses nur neunmal zum Zug. In der Saison 2022/23 spielte er 19 Mal in der Premjer-Liga, ehe er im Mai 2023 einen weiteren Kreuzbandriss erlitt. Nach seiner Genesung blieb er im Frühjahr 2024 ohne Einsatz.
Zur Saison 2024/25 wechselte Magkejew zum Ligakonkurrenten FK Nischni Nowgorod.

### Nationalmannschaft
Magkejew debütierte im Oktober 2020 für die russische U-21-Auswahl.